# Kapcsolatteremtő képesség
A kapcsolatteremtési képesség vagy kapcsolatteremtő képesség az ember egyik alapvető kompetenciája.
A kapcsolatteremtő képességet az egyén arra használja, hogy megfelelően kapcsolatba lépjen másokkal. Az üzleti életben, a kifejezés általában egy munkavállaló azon készségét és képességét jelenti, hogy tud másokkal együttműködni, miközben a munkáját végzi. Kapcsolatteremtő készségek közé tartozik minden kommunikációs és hallgatási készség, minden magatartási és viselkedési megnyilvánulás. A jó kapcsolatteremtő képesség előfeltétele számos munkahelyi pozíciónak.
Akinek jó ezen képessége, az nyitott és kommunikatív, és nemcsak könnyen tud kapcsolatokat teremteni, de jól is kezeli azokat. Nem fél a megmérettetéstől, a konfliktushelyzetektől, mert tudja, hogy képes azokat megoldani. Nem csendes magányában, elvonulva szemlélődik, hanem örömmel és aktívan részt is vesz a társas életben mind a családjában, mind a barátai között, és természetesen a munkahelyén.